# Тернівка (Слободзейський район)
Тернівка (рум. Tîrnauca, в минулому — Скіноаса) — село у Слободзейському районі Молдови (невизнана Придністровської Молдавської республіки).
Входить до складу Тираспольсько-Бендерської агломерації.

## Демографія
Згідно з першим переписом Придністров'я 2004 року в селі Тернівка проживало 5030 осіб. Молдавани становлять 40% населення села, росіяни - 28%, українці - 22%, також у селі живуть болгари, гагаузи, цигани, євреї.

## Історія
Перші документальні згадки про село Тернівка датовані 1768 роком. Згідно з церковними архівами на той час у поселенні проживало 47 родин, але після великої посухи 1766-1770 років населення села скоротилося до 21 родини.
У 1790 році чорноморськими козаками збудована Параскевієвська церква.
Станом на 1886 рік в селі Парканської волості Тираспольського повіту мешкало 1069 осіб, налічувалось 218 дворових господарств, православна церква та лавка.

## Цікавинки
1988 року Григорій Вікторович Корзун, підприємець і президент ФК «Тилігул», заснував у Тернівці Музей спиртних напоїв. Пізніше на його базі був створений туристичний музейно-готельний комплекс «Музей виноробства „Пляшка“». Музей розташовується в будівлі висотою 28 метрів побудованому у формі пляшки. У нього входить п'ять виставкових залів у яких виставлено понад 6000 тис. пляшок з вином та іншими алкогольними напоями з понад 100 країн світу. У комплекс також входять: чотиризірковий готель на 6 номерів, ресторан, 5 барів, 2 дегустаційних залу, сувенірний магазин, сауна з басейном, великий тенісний корт, тренажерний зал.